# Me amarás bajo la lluvia
Me amarás bajo la lluvia foi uma telenovela colombiana produzida e exibida pela RCN Televisión entre 15 de março de 2004 e 1 de fevereiro de 2005.
Foi protagonizada por Carolina Sabino e Juan Pablo Posada e antagonizada por Lucho Velasco.

## Sinopse
Julián Zamora é um homem humilde, livreiro, que se casa no dia seguinte com Valentina Rincón. No entanto, a sua desorganização e pobreza têm o impediu de comprar faixas de casamento de modo Julian lay mão de um livro que ele está escrevendo para buscar um empréstimo para o proprietário do Editorial onde ele trabalha.
Don Carlos Vargas muito cético diz a ele que se ele gosta do livro empresta dinheiro para os anéis, mas não concorda em ler mais de cinco linhas se não está ao seu gosto. Don Carlos terminou de ler várias páginas do capítulo Julian leva escrito e, percebendo que você está segurando uma das maiores promessas da literatura, faz dele o empréstimo para suas faixas de casamento.

## Elenco
- Carolina Sabino como Laura Falcon.
- Juan Pablo Posada como Julian Zamora.
- Carolina Jaramillo como Daniela Falcón.
- Juliana Galvis como Valentina Rincón.
- Ana María Kamper como Helena de Pachón.
- Lincoln Palomeque como Luis Felipe Blanco.
- Mónica Franco como Marcela.
- Raúl Gutiérrez como Doctor.
- Ricardo Gómez
- Lina María Luna como Angela Zamora.
- Lucho Velasco como Rodrigo.
- Carlos Barbosa como Carlos Vargas.
- Santiago Alarcón
- Andrea Nieto como Catalina.
- Juliana Roldán como Sandra.
- Tania Fálquez como Esmeralda.
- Andrés Toro como Israel.
- Victor Hugo Ruíz como Alfonso.
- Florina Lemaitre como Silvia de Falcon.
- Freddy Flores como Paco Luna.
- Jairo Ordoñez
- Mimi Morales
- Luis Fernando Ardila como Mariano Falcon.
- Jorge Arturo Pérez como Lucas Luna.
- Alfonso Ortiz como Enrique.
- Erika Marquez como Karla.
- Karla Ramírez como Advogada Manuela
- Rafael Pedroza

## Exibição
A telenovela sofreu algumas mudanças de horário, até que foi retirada do ar. Porém dias depois a trama regressou no horário das 22:25, com várias mudanças.